# Endlichhofen
Endlichhofen település Németországban, Rajna-vidék-Pfalz tartományban. Lakosainak száma 156 fő (2023. december 31.). Endlichhofen Ruppertshofen és Oelsberg községekkel határos.

## Népesség
A település népességének változása:
| Lakosok száma | 152  | 164  | 156  | 145  | 148  | 156  |
|               | 1975 | 2017 | 2019 | 2021 | 2022 | 2023 |